# Vittorio Marrama
Vittorio Marrama (Napoli, 1914 – Londra, 1982) è stato un economista italiano, professore ordinario di Economia e Politica e Direttore dell’Istituto di Economia politica presso la Facoltà di Economia della “Sapienza” Università di Roma negli anni sessanta e settanta.

## Biografia
Dopo essersi laureato in Giurisprudenza nel 1935, è assistente volontario, nella Facoltà di Economia e Commercio per l’Economia politica corporativa nell’anno accademico 1937-38; successivamente, negli accademici 1938-42 è assistente straordinario incaricato e assistente straordinario, sempre per la stessa materia.
Ottiene la libera docenza in Economia politica nel 1942. Si reca all’estero come borsista e spende due anni alla London School of Economics e un anno ad Harvard. 
Il suo interesse nella ricerca ha toccato vari aspetti della teoria keynesiana con vari lavori, tra i quali il più importante è una monografia del 1948 dal titolo Teoria e politica della piena occupazione (Edizioni Italiane), che costituisce il contributo più notevole all'interpretazione della teoria keynesiana e post-keynesiana, apparso fino ad allora in Italia, ed anche uno dei più notevoli apparsi negli stessi paesi anglosassoni.
Dal 1948 ha fatto parte dello staff del dipartimento economico di Banca Mondiale.
Nel 1950-51 ha insegnato Economia politica nella Facoltà di Scienze economiche nell’Università Nazionale dell'Honduras.
Nel 1953 vince la cattedra per la stessa disciplina nella Facoltà di Giurisprudenza di Siena. Qui insegna anche Politica economica, focalizzando il suo interesse sulla problematica del sottosviluppo, che ha avuto un ruolo centrale nella vita, universitaria e non, come documentano i numerosi lavori, pubblicati in Italia e all’estero, tra cui il Saggio sullo sviluppo economico dei paesi arretrati (Edizioni Scientifiche Einaudi), pubblicato, anche in spagnolo, dall’editore Aguilar di Madrid.
Dal 1960 al 1962 insegna Politica economica nella Facoltà di Economia e Commercio dell’Università degli Studi di Napoli Federico II. In questa fase ha concentrato la propria attenzione sulle teorie del ciclo economico, scrivendo vari lavori, tra i quali un manuale didattico, nel 1961, dal titolo Ciclo economico e politica anti-ciclica (Editore Giannini).
Torna alla Sapienza nell'anno accademico 1962-63, come professore ordinario di Economia politica, accanto a Volrico Travaglini e diventa Direttore dell’Istituto di Economia politica negli anni accademici 1964-67.
Tra i suoi allievi Claudio De Vincenti, Giancarlo Gandolfo, Felice Roberto Pizzuti e Ferruccio Marzano.
Conoscitore della lingua francese, inglese, tedesco, spagnolo e portoghese, si cimenta con l’apprendimento del russo, spinto dal desiderio di condurre delle ricerche sull'esperienza della pianificazione sovietica, potendo attingere personalmente alle fonti bibliografiche e documentarie..
Marrama ha, inoltre, diretto l'ufficio studi della Fao (l'organizzazione delle Nazioni Unite che ha sede a Roma e si occupa della fame e dello sviluppo agricolo nel mondo).
La sua ultima area di impegno scientifico è quella della programmazione e pianificazione economica, finalizzata a contribuire come economista, al dibattito sui due modelli di società – occidentale e orientale, capitalista e socialista - che si fronteggiavano a quei tempi.
A Marrama si riconosce la capacità anticipatrice che ha condotto alla sua ampia ricerca sulla Cina, suggellato con la pubblicazione nel 1979 del Rapporto economico sulla Cina (Boringhieri), ma anche la sua volontà di capire il sistema economico della programmazione in Unione sovietica, pubblicato nel 1983 e quando l'economia di quel paese era in piena stagnazione.

## Principali pubblicazioni

### Opere di Vittorio Marrama
- V. Marrama, Short notes on a model of the trade cycle, The Review of Economic Studies, 1946 - 1947, Vol. 14, No. 1 (1946 - 1947), pp. 34-40.
- V. Marrama, "Saggio sullo sviluppo economico dei paesi arretrati", Edizioni Scientifiche Einaudi, 1958.
- V. Marrama, "Ciclo economico e politica anti-ciclica", Giannini editore, Napoli, 1961.
- V. Marrama, "Oligopolio", Edizioni Ricerche, 1965.
- V. Marrama, "Consumo e produzione", Edizioni Ricerche, 1966.
- V. Marrama, "Problemi e tecniche di programmazione economica", Cappelli, 1968.
- V. Marrama, "Microeconomia. Teoria del consumo e della produzione, teoria dell'impresa e del mercato", Ricerche Edizioni, 1968.
- V. Marrama, "Política económica de los paises subdesarrollados", Aguilar, 1969, ISBN 978-8-403-18072-7.
- V. Marrama, "Problemas y técnicas de programación económica", Aguilar, 1970, ISBN 978-8-403-18178-6.
- V. Marrama, "Economia politica. Statica e dinamica del reddito" (Vol. 2), UTET, 1975, ISBN 978-8-802-02367-0.
- V. Marrama, "Economia politica. Volume primo.  Consumo, produzione, impresa e mercato", UTET, 1978, ISBN 978-8-802-02366-3.
- V. Marrama, A. Pera e P. Puccinelli, "Rapporto economico sulla Cina Copertina", Bollati Boringhieri, 1979, ISBN 978-8-833-90163-3.
- V. Marrama, "Programmazione e sviluppo in Unione Sovietica", Boringhieri, 1983, ISBN 978-8-833-95276-5.
- V. Marrama, "Economia politica. Consumo, produzione, impresa, mercato" (Vol. 1), UTET Università, 1988, ISBN 978-8-877-50000-7.

### Opere in onore di Vittorio Marrama
- G. Gandolfo e F. Marzano, "International Economic Flows, Currency Crises, Investment and Economic Development: Essays in Memory of Vittorio Marrama", Roma, EUROMA (Pubblicazioni della Facoltà di Economia della Sapienza Università di Roma), 2003.
- G. Gandolfo, "Quando il ciclo diventò non lineare: Kaldor e Marrama" in "Lettera Matematica Pristem", No. 74-75, aprile 2010, 81-86.
- G. Gandolfo, "Kaldor, Marrama, Goodwin, Palomba and the Non-linear Theory of the Business Cycle", Accademia Nazionale dei Lincei, Atti dei Convegni Lincei 261, Roma, 2011, 115-124[5].